# Oskar Graf (Maler)
Oskar (Oscar) Graf (geboren am 26. Dezember 1873 in Freiburg im Breisgau; gestorben am 22. Februar 1958 in Bad Boll) war ein deutscher Maler und Druckgrafiker des Jugendstil und Naturalismus.

## Leben
Oskar Graf war Sohn des Kaufmanns Oskar Graf (1843–1903) und seiner Frau Elisabeth Barbara Graf, geb. Franz (1844–1928). Seine Kindheit und Jugend verbrachte er in Heidelberg. Nach „fünf Jahren Berufsfron als Bankbeamter von einem kunstfreundichen Onkel mit einem Stipendium in die künstlerische Lehre nach München geschickt“, wurde er Privatschüler von Heinrich Knirr (1890/91), Ludwig Schmid-Reutte (1891), Adolf Hölzel (1891–93) und 1894 bei Fernand Cormon in Paris, in dessen privater Schule viele der unangepassten angehenden französischen Künstler studierten. 1893 übersiedelte Graf in die damalige Künstlerkolonie Dachau.
Um die Jahrhundertwende wurde er mit zum Teil farbigen Druckgraphiken wie "Judas" oder die "Überschwemmungsmondnacht" sowie die 1904 "Heidelberg" deutschlandweit bekannt. Für sein Kunstblatt "Pieta" erhielt er die goldene Medaille in Kunstausstellungen in Dresden und München und in 1902 von der Stadt Wien.
1902 heiratete Oskar Graf die Malerin und Grafikerin Cäcilie Bader-Pfaff, geb. Pfaff, die sich fortan Cäcilie Graf-Pfaff nannte. Mit ihr zusammen schuf er in einer Art "Werkgemeinschaft" zahlreiche Gemälde, Aquarelle und Radierungen, darunter ein Mappenwerk mit Aquarellen aus Dalmatien.
Als frühes Mitglied des Deutschen Künstlerbundes nahm er 1904 an der ersten, damals noch von den Münchner Sezessionisten organisierten DKB-Ausstellung im Kgl. Kunstausstellungsgebäude am Königplatz mit dem Ölgemälde Heimkehr teil. Oskar Graf wurde vor dem Ersten Weltkrieg vom Hause Wittelsbach zum "Königlichen Professor" ernannt. Im Ersten Weltkrieg war er Kriegsmaler unter dem Kommando des Prinzen Rupprecht von Bayern; im Zweiten Weltkrieg war er alleiniger Kriegsmaler in Italien. 1919 bekam er einen Lehrauftrag für Freihandzeichnen an der TH in München.
Bekannt war Graf mit Städte- und Landschaftsbilder aus Deutschland und Italien (u. a. "Dom in Siena", "Markus-Platz in Venedig", "Bamberger Reiter"). Bedeutend für ihn waren auch die Ölbilder "Kreuzigung", "Anbetung der Könige", "David und Goliath", sowie "Aphrodite" (letzteres heute im Besitz des Deutschen Historischen Museums in Berlin). In den 1930er Jahren kamen Darstellungen des Autobahnbaus ("Holledauer Brücke bei Ingolstadt", "Donaubrücke bei Leipheim", "Echelsbacher Brücke") und aus der industriellen Arbeit hinzu. In seinen Druckgraphiken bevorzugte Graf, angeregt von der französischen Kunst, zunächst die malerische Aquatinta-Technik; in späteren Jahren bevorzugte er die Strichätzung. Viele seiner Graphiken sind von denen seiner Frau Cäcilie, die er in die Techniken des Tiefdrucks eingeführt hatte, kaum zu unterscheiden. Die Zeitschrift Jugend druckte ab 1896 immer wieder Zeichnungen von Graf ab, darunter auch einige als Titelbilder.
Graf gehörte lange Jahre dem Verein für Original-Radierung in München an und hatte mit 12 Radierungen die meisten Beiträge in dessen Jahresmappen. 1919 wurde er stellvertretender Vorsitzender und von 1921 bis zur zwangsweisen Auflösung des Vereins 1938 Vorsitzender des Vereins. Auch der Münchener Secession gehörte er an.
Er war von 1938 bis 1943 mit insgesamt 18 Landschaftsgemälden auf der Großen Deutschen Kunstausstellungen in München vertreten und wurde in die Gottbegnadeten-Liste des Reichsministeriums für Volksaufklärung und Propaganda aufgenommen. 1943 wurde er zu seinem 70. Geburtstag auf Veranlassung Adolf Hitlers mit der Goethe-Medaille für Kunst und Wissenschaft geehrt.
Oskar und Cäcilie Graf lebten gemeinsam in Freiburg/Breisgau, Dachau und München-Schwabing. Nach dem Tod seiner Frau 1939 wurde die Wohnung in München im Zweiten Weltkrieg zerbombt, und Oskar Graf siedelte nach Bad Boll um. Hier entstanden hauptsächlich seine Landschaftsbilder in Öl.
Beigesetzt wurde Graf in München auf dem Waldfriedhof.